# Appakudal
Appakudal là một thị xã panchayat của quận Erode thuộc bang Tamil Nadu, Ấn Độ.

## Nhân khẩu
Theo điều tra dân số năm 2001 của Ấn Độ, Appakudal có dân số 9516 người. Phái nam chiếm 51% tổng số dân và phái nữ chiếm 49%. Appakudal có tỷ lệ 59% biết đọc biết viết, thấp hơn tỷ lệ trung bình toàn quốc là 59,5%: tỷ lệ cho phái nam là 69%, và tỷ lệ cho phái nữ là 49%. Tại Appakudal, 10% dân số nhỏ hơn 6 tuổi.